# Estadio do Bonfim
El Estadio do Bonfim es un estadio multiusos de la ciudad de Setúbal, en Portugal. Fue construido en el año 1962 y se usa principalmente para los encuentros de fútbol del Vitória Setúbal en la primera división  de Portugal. Tiene una capacidad para 15 497 espectadores y unas dimensiones de 105x68m.